# Diana Canova
Pour les articles homonymes, voir Canova.
Diana Canova est une actrice américaine, née le 1er juin 1953 à West Palm Beach, en Floride (États-Unis).

## Biographie
Elle est la fille de l'actrice Judy Canova.

## Filmographie

### Cinéma
- 1976 : The First Nudie Musical : Juanita
- 1992 : The Bruce Diet : Sheila
- 1998 : Contre-jour : Diana
- 2005 : Arnie the Doughnut (voix)

### Télévision

#### Séries télévisées
- 1976 : Happy Days (série télévisée)
- 1977 : L'Île fantastique
- 1977 : La croisière s'amuse
- 1984 : Arabesque (série télévisée)
- 1993 : Home Free : Vanessa

#### Téléfilms
- 1975 : Medical Story : Belle fille
- 1977 : The Love Boat II : Donna Morley
- 1978 : With This Ring (en) : Dolores Andrews
- 1979 : Les Prémonitions de Sheila: Sheila Brady
- 1981 : Peking Encounter : Susan
- 1983 : Équipe de nuit : Lauren Hensley